# Ordens de grandeza (dados)
Uma ordem de grandeza (ou ordem magnitude) é geralmente um fator de dez. Assim, quatro ordens de grandeza são um fator de 10.000 ou 104.
Este artigo apresenta uma lista de múltiplos, ordenados por ordens de grandeza, para unidades de informação medidas em bits e bytes.
O byte é uma unidade comum de medida de informação (kilobyte, kibibyte, megabyte, mebibyte, gigabyte, gibibyte, terabyte, tebibyte, etc.). Para o propósito deste artigo, um byte é um grupo de 8 bits (octeto), um nibble é um grupo de quatro bits. Historicamente, ambas as suposições nem sempre foram verdadeiras.
Os prefixos decimais do sistema internacional de unidades (SI) quilo, mega, giga, tera, etc., são potências de 103 = 1000. Os prefixos binários kibi, mebi, gibi, tebi, etc., respectivamente, se referem à potência correspondente de 210 = 1024. No uso casual, quando 1024 é uma aproximação suficientemente próxima de 1000, os dois prefixos correspondentes são equivalentes.
| Binário [bits]                                   | Binário [bits] | Decimal | Decimal   | Item |
| Fator                                            | Termo          | Fator   | Termo     | Item |
| ------------------------------------------------ | -------------- | ------- | --------- | --- |
| 2−1                                              |                | 10−1    |           | 0.415 bits (log2 4/3) – quantidade de informação necessária para eliminar uma opção em quatro. |
|                                                  |                |         |           | 0.6–1.3 bits – informação aproximada por letra de texto em inglês. |
| 20                                               | bit            | 100     | bit       | 1 bit – 0 ou 1, falso ou verdadeiro, baixo ou alto (também conhecido como unibit). |
|                                                  |                |         |           | 1,442695 bits (log2 e) – tamanho aproximado de um nat (uma unidade de informação baseada em logaritmos naturais). |
|                                                  |                |         |           | 1,5849625 bits (log2 3) – tamanho aproximado de um trit (um dígito de base 3). |
| 21                                               |                |         |           | 2 bits – um crumb (também conhecido como dibit) suficiente para identificar exclusivamente um par de bases de DNA. |
|                                                  |                |         |           | 3 bits – uma tríade, (também conhecida como tribit) do tamanho de um dígito octal. |
| 2                                                | nibble         |         |           | 4 bits – (também conhecido como tetrade, nibble, quadbit, semiocteto ou halfbyte) do tamanho de um dígito hexadecimal; dígitos decimais na forma decimal codificada em binário. |
|                                                  |                |         |           | 5 bits – o tamanho dos pontos de código no código Baudot, usado na comunicação por telex (também conhecido como pentade). |
|                                                  |                |         |           | 6 bits – o tamanho dos pontos de código no Fieldata Univac, no formato "BCD" da IBM e em Braille. O suficiente para identificar exclusivamente um códon do código genético. O tamanho dos pontos de código em Base64; assim, muitas vezes a entropia por caractere em uma senha gerada aleatoriamente. |
|                                                  |                |         |           | 7 bits – o tamanho dos pontos de código no conjunto de caracteres ASCII. – comprimento mínimo para armazenar 2 dígitos decimais. |
| 23                                               | byte           |         |           | 8 bits – (também conhecido como octeto ou octade) em muitas arquiteturas de computador. – Equivalente a 1 "palavra" (word) em computadores de 8 bits (Apple II, Atari 800, Commodore 64 e outros). – o "tamanho de palavra (word)" para sistemas de console de 8 bits, incluindo: Atari 2600, sistema de entretenimento Nintendo. |
|                                                  |                | 101     | decabit   | 10 bits – comprimento mínimo de bits para armazenar um único byte em memória de computador com correção de erros. – comprimento mínimo do quadro para transmitir um único byte com protocolos seriais assíncronos. |
|                                                  |                |         |           | 12 bits – comprimento de palavra do PDP-8 da corporação de equipamentos digitais (construído de 1965 a 1990). |
| 24                                               |                |         |           | 16 bits – o plano multilíngue básico do Unicode, contendo códigos de caracteres para quase todos os idiomas modernos e um grande número de símbolos. – a unidade básica no UTF-16; o conjunto de caracteres universal completo (Unicode) pode ser codificado em um ou dois desses. – comumente usado em muitas linguagens de programação, o tamanho de um inteiro capaz de conter 65.536 valores diferentes. – equivalente a 1 "palavra" em computadores de 16 bits (IBM PC, Commodore Amiga). – o "tamanho de palavra" para sistemas de console de 16 bits, incluindo: Genesis da Sega, Super Nintendo, Intellivision da Mattel. |
| 25                                               |                |         |           | 32 bits (4 bytes) – tamanho de um inteiro capaz de conter 4.294.967.296 valores diferentes. – tamanho de um número de ponto flutuante de precisão simples IEEE 754. – tamanho dos endereços em IPv4, o protocolo de Internet atual. – equivalente a 1 "palavra" em computadores de 32 bits (Apple Macintosh, PC baseado em Pentium). – o "tamanho de palavra" para vários sistemas de console, incluindo: PlayStation, GameCube da Nintendo, Xbox, Wii. |
|                                                  |                |         |           | 36 bits – tamanho de palavra em computadores Univac da série 1100 e PDP-10 da corporação de equipamentos digitais. |
|                                                  |                |         |           | 56 bits (7 bytes) – força de cifra do padrão de criptografia DES. |
| 26                                               |                |         |           | 64 bits (8 bytes) – tamanho de um inteiro capaz de conter 18.446.744.073.709.551.616 valores diferentes. – tamanho de um número de ponto flutuante de precisão dupla IEEE 754. – equivalente a 1 "palavra" em computadores de 64 bits (Power, PA-Risc, Alpha, Itanium, Sparc, PCs x86-64 e Macintoshes). – o "tamanho de palavra" para sistemas de console de 64 bits, incluindo: Nintendo 64, PlayStation 2, PlayStation 3, Xbox 360. |
|                                                  |                |         |           | 80 bits (10 bytes) – tamanho de um número de ponto flutuante de precisão estendida, para cálculos intermediários que podem ser executados em unidades de ponto flutuante da maioria dos processadores da família x86. |
|                                                  |                | 102     | hectobit  | 100 bits |
| 27                                               |                |         |           | 128 bits (16 bytes) – tamanho dos endereços no IPv6, o protocolo sucessor do IPv4. – força de cifra mínima dos padrões de criptografia Rijndael, AES e do, amplamente utilizado, algoritmo de resumo de mensagem criptográfica MD5. – tamanho de um registro vetorial SSE, incluído como parte do padrão x86-64. |
|                                                  |                |         |           | 160 bits – comprimento máximo de chave dos algoritmos SHA-1, Tiger padrão (função de hash) e resumo de mensagem criptográfica Tiger2. |
| 28                                               |                |         |           | 256 bits (32 bytes) – comprimento mínimo da chave para os resumos de mensagens criptográficas fortes recomendados a partir de 2004. – tamanho de um registro vetorial AVX2, presente em CPUs x86-64 mais recentes. |
| 29                                               |                |         |           | 512 bits (64 bytes) – comprimento máximo de chave para os resumos de mensagens criptográficas fortes padrão em 2004. – tamanho de um registro vetorial AVX-512, presente em algumas CPUs x86-64. |
|                                                  |                | 103     | kilobit   | 1.000 bits |
| 210                                              | kibibit        |         |           | 1.024 bits (128 bytes) - Capacidade de RAM do Atari 2600. |
|                                                  |                |         |           | 1.288 bits – capacidade máxima aproximada de um cartão de tarja magnética padrão. |
| 211                                              |                |         |           | 2.048 bits (256 bytes) – Capacidade de RAM do estoque Altair 8800. |
| 212                                              |                |         |           | 4.096 bits (512 bytes) – tamanho de setor típico e unidade mínima de alocação de espaço em volumes de armazenamento de computador, com a maioria dos sistemas de arquivos. – quantidade aproximada de informações em uma folha de papel datilografado em espaço simples (sem formatação). |
|                                                  |                |         |           | 4.704 bits (588 bytes) – comprimento de quadro de canal único não compactado em áudio MPEG padrão (75 quadros por segundo e por canal), com amostragem de 8 bits de qualidade média a 44.100 Hz (ou amostragem de 16 bits a 22.050 Hz). |
|                                                  |                |         | kilobyte  | 8.000 bits (1.000 bytes) |
| 213                                              | kibibyte       |         |           | 8.192 bits (1.024 bytes) – Capacidade de memória RAM de um Sinclair ZX81 e um Sinclair ZX80. |
|                                                  |                |         |           | 9.408 bits (1.176 bytes) – comprimento de quadro de canal único não compactado em áudio MPEG padrão (75 quadros por segundo e por canal), com amostragem padrão de 16 bits a 44.100 Hz. |
|                                                  |                | 104     |           | 15.360 bits – uma tela de dados exibida em um console de texto monocromático de 8 bits (80 x 24). |
| 214                                              |                |         |           | 16.384 bits (2 kibibytes) – uma página de texto digitado, capacidade de RAM do sistema de entretenimento Nintendo. |
| 215                                              |                |         |           | 32.768 bits (4 kibibytes) |
| 216                                              |                |         |           | 65.536 bits (8 kibibytes) |
|                                                  |                | 105     |           | 100.000 bits |
| 217                                              |                |         |           | 131.072 bits (16 kibibytes) – Capacidade de RAM do menor ZX Spectrum da Sinclair. |
| 218                                              |                |         |           | 262.144 bits (32 kibibytes) - Capacidade de RAM do Alice 90 da Matra. |
|                                                  |                |         |           | 393.216 bits (48 kibibytes) - Capacidade de RAM do ZX Spectrum 48K da Sinclair. |
|                                                  |                |         |           | 506 kilobits – tamanho aproximado deste artigo em 20 de maio de 2019. |
| 219                                              |                |         |           | 524.288 bits (64 kibibytes) – Capacidade de RAM de muitos computadores populares de 8 bits como o C-64, CPC da Amstrad, etc. |
|                                                  |                | 106     | megabit   | 1.000.000 bits |
| 220                                              | mebibit        |         |           | 1.048.576 bits (128 kibibytes) – Capacidade de RAM de computadores populares de 8 bits como o obras completas de Shakespeare. |
|                                                  |                |         |           | 80.000.000 bits – Em 1985, um disco rígido de 10 MB custava US$ 710, o equivalente a US$ 1.708 em 2020. |
|                                                  |                |         |           | 98.304.000 bits – capacidade de um monitor de computador de alta resolução a partir de 2011, 2560 × 1600 pixels, 24 bpp. |
|                                                  |                |         |           | 50 – 100 megabits – quantidade de informações em uma lista telefônica típica. |
| 226                                              |                | 108     |           | 67.108.864 bit (8 mebibytes) |
| 227                                              |                |         |           | 134.217.728 bits (16 mebibytes) |
|                                                  |                |         |           | 150 megabits – quantidade de dados em um grande mapa desdobrável. |
| 228                                              |                |         |           | 268.435.456 bits (32 mebibytes) |
|                                                  |                |         |           | 144.000.000 bits: Em 1980, um disco rígido de 18 MB custava US$ 4.199, equivalente a US$ 13.189 em 2020. |
|                                                  |                |         |           | 423.360.000 bits: uma gravação de áudio de cinco minutos, em qualidade CDDA. |
| 229                                              |                |         |           | 536.870.912 bits (64 mebibytes) |
|                                                  |                | 109     | gigabit   | 1.000.000.000 bits |
| 230                                              | gibibit        |         |           | 1.073.741.824 bits (128 mebibytes) |
| 231                                              |                |         |           | 2.147.483.648 bits (256 mebibytes) |
| 232                                              |                |         |           | 4.294.967.296 bits (512 mebibytes) |
|                                                  |                |         |           | 5,45 × 109 bits (650 mebibytes) – capacidade de um disco compacto (CD) normal. |
|                                                  |                |         |           | 5,89 × 109 bits (702 mebibytes) – capacidade de um disco compacto regular grande. |
|                                                  |                |         |           | 6,4 × 109 bits – capacidade do genoma humano (assumindo 2 bits para cada par de bases). |
|                                                  |                |         |           | 6.710.886.400 bits – tamanho médio de um filme no formato Divx em 2002. |
|                                                  |                |         | gigabyte  | 8.000.000.000 bits (1.000 megabytes) – Em 1995, um disco rígido de 1 GB custava US$ 849, equivalente a US$ 1.442 em 2020. |
| 233                                              | gibibyte       |         |           | 8.589.934.592 bits (1.024 mebibytes) – A capacidade máxima do disco usando o padrão SCSI LBA de 21bits introduzido em 1979. |
|                                                  |                | 10      |           | 10.000.000.000 bits |
| 234                                              |                |         |           | 17.179.869.184 bits (2 gibibytes). O limite de armazenamento do padrão IDE para discos rígidos em 1986, também o limite de tamanho de volume para o sistema de arquivos FAT16B (com clusters de 32 KiB) lançado em 1987, bem como o tamanho máximo de arquivo (2 GiB-1) em sistemas operacionais DOS anteriores à introdução do suporte a arquivos grandes no DOS 7.10 (1997). |
| 235                                              |                |         |           | 34.359.738.368 bits (4 gibibytes) – memória endereçável máxima para o Motorola 68020 (1984) e o Intel 80386 (1985), também o limite de tamanho de volume para o sistema de arquivos FAT16B (com clusters de 64 KiB), bem como o tamanho máximo de arquivo (4 GiB-1) no MS-DOS 7.1-8.0. |
|                                                  |                |         |           | 3,76 × 1010 bits (4,7 gigabytes) – capacidade de um DVD de uma única camada e de um lado. |
| 236                                              |                |         |           | 68.719.476.736 bits (8 gibibytes) |
|                                                  |                |         |           | 79.215.880.888 bits (9,2 GiB) – tamanho dos textos dos artigos da Wikipédia (em inglês) compactados com bzip2 em 05/06/2013. |
|                                                  |                | 1011    |           | 100.000.000.000 bits |
| 237                                              |                |         |           | 137.438.953.472 bits (16 gibibytes). |
|                                                  |                |         |           | 1,46 × 1011 bits (17 gigabytes) – capacidade de um DVD de dupla face e camada dupla. |
|                                                  |                |         |           | 2,15 × 1011 bits (25 gigabytes) – capacidade de um Blu-ray de 12 centímetros de um lado e uma camada. |
| 238                                              |                |         |           | 274.877.906.944 bits (32 gibibytes) |
| 239                                              |                |         |           | 549.755.813.888 bits (64 gibibytes) |
|                                                  |                | 1012    | terabit   | 1.000.000.000.000 bits |
| 240                                              | tebibit        |         |           | 1.099.511.627.776 bits (128 gibibytes) – capacidade estimada do genoma Polychaos dubium, o maior genoma conhecido. O limite de armazenamento para discos compatíveis com ATA-1 introduzido em 1994. |
|                                                  |                |         |           | 1,6 × 1012 bits (200 gigabytes) – capacidade de um disco rígido que seria considerada média a partir de 2008. Em 2005, um disco rígido de 200 GBcustava US$ 100, equivalente a US$ 133 em 2020. Em abril de 2015, essa é a capacidade máxima de um cartão microSD do tamanho de uma unha. |
| 241                                              |                |         |           | 2.199.023.255.552 bits (256 gibibytes) – A partir de 2017, esta é a capacidade máxima de um cartão microSD do tamanho de uma unha. |
| 242                                              |                |         |           | 4.398.046.511.104 bits (512 gibibytes) |
|                                                  |                |         | terabyte  | 8.000.000.000.000 bits (1.000 gigabytes) – Em 2010, um disco rígido de 1 TB custava US$ 80, equivalente a US$ 95 em 2020. |
| 243                                              | tebibyte       |         |           | 8.796.093.022.208 bits (1.024 gibibytes) |
|                                                  |                |         |           | (aproximadamente) 8,97 × 1012 bits – a partir de 2010, dados de π para o maior número de dígitos decimais já calculados (2,7 × 1012). |
|                                                  |                | 1013    |           | 10.000.000.000.000 bits (1,25 terabytes) – capacidade de memória funcional de um ser humano, segundo Raymond Kurzweil em A singularidade está próxima, página 126. |
|                                                  |                |         |           | 16.435.678.019.584 bits (1,9 terabytes) – Tamanho de todos os arquivos multimídia usados na Wikipédia em inglês em maio de 2012. |
| 244                                              |                |         |           | 17.592.186.044.416 bits (2 tebibytes) – Tamanho máximo das partições do MBR usadas em PCs introduzidos em 1983, também a capacidade máxima do disco usando o LBA SCSI de 32 bits introduzido em 1987. |
| 245                                              |                |         |           | 35.184.372.088.832 bits (4 tebibytes) |
| 246                                              |                |         |           | 70.368.744.177.664 bits (8 tebibytes) |
|                                                  |                | 1014    |           | 100.000.000.000.000 bits |
| 247                                              |                |         |           | 140.737.488.355.328 bits (16 tebibytes). Capacidade do volume NTFS no Windows 7, no servidor Windows 2008 R2 ou implementação anterior. |
|                                                  |                |         |           | 1,5 × 1014 bits (18,75 terabytes) |
| 248                                              |                |         |           | 281.474.976.710.656 bits (32 tebibytes) |
| 249                                              |                |         |           | 562.949.953.421.312 bits (64 tebibytes) |
|                                                  |                | 1015    | petabit   | 1.000.000.000.000.000 bits |
| 250                                              | pebibit        |         |           | 1.125.899.906.842.624 bits (128 tebibytes) |
| 251                                              |                |         |           | 2.251.799.813.685.248 bits (256 tebibytes) |
| 252                                              |                |         |           | 4.503.599.627.370.496 bits (512 tebibytes) |
|                                                  |                |         | petabyte  | 8.000.000.000.000.000 bits (1.000 terabytes) |
| 253                                              | pebibyte       |         |           | 9.007.199.254.740.992 bits (1.024 tebibytes) |
|                                                  |                | 1016    |           | 10.000.000.000.000.000 bits |
| 254                                              |                |         |           | 18.014.398.509.481.984 bits (2 pebibytes) |
| 255                                              |                |         |           | 36.028.797.018.963.968 bits (4 pebibytes) – máximo teórico de memória física endereçável na arquitetura AMD64.[carece de fontes?] |
|                                                  |                |         |           | 4,5 × 1016 bits (5,625 petabytes) – espaço em disco rígido estimado no farm de servidores do Google a partir de 2004.[carece de fontes?] |
| 256                                              |                |         |           | 72.057.594.037.927.936 bits (8 pebibytes) |
|                                                  |                |         |           | 10 petabytes (1016 bytes) – tamanho aproximado estimado da coleção da Biblioteca do Congresso, incluindo materiais que não são livros, a partir de 2005. O tamanho do Internet Archive superou 10 PB em outubro de 2013. |
|                                                  |                | 1017    |           | 100.000.000.000.000.000 bits |
| 257                                              |                |         |           | 144.115.188.075.855.872 bits (16 pebibytes) |
|                                                  |                |         |           | 2 × 1017 bits (25 petabytes) – Espaço de armazenamento do serviço de hospedagem de arquivos Megaupload no momento em que foi encerrado em 2012. |
| 258                                              |                |         |           | 288.230.376.151.711.744 bits (32 pebibytes) |
| 259                                              |                |         |           | 576.460.752.303.423.488 bits (64 pebibytes) |
|                                                  |                |         |           | 8 × 1017, a capacidade de armazenamento do personagem fictício Data de Jornada nas estrelas (Star trek). |
|                                                  |                | 1018    | exabit    | 1.000.000.000.000.000.000 bits |
| 260                                              | exbibit        |         |           | 1.152.921.504.606.846.976 bits (128 pebibytes). O limite de armazenamento usando o padrão LBA de 48 bits ATA-6 introduzido em 2002. |
|                                                  |                |         |           | 1,6 × 1018 bits (200 petabytes) – quantidade total de material impresso no mundo.[carece de fontes?] |
|                                                  |                |         |           | 2 × 1018 bits (250 petabytes) – espaço de armazenamento no armazenamento de dados do Facebook em junho de 2013, crescendo a uma taxa de 15 PB por mês. |
| 261                                              |                |         |           | 2.305.843.009.213.693.952 bits (256 pebibytes) |
|                                                  |                |         |           | 2,4 × 1018 bits (300 petabytes) – espaço de armazenamento no armazenamento de dados do Facebook em abril de 2014, crescendo a uma taxa de 0,6 PB por dia. |
| 262                                              |                |         |           | 4.611.686.018.427.387.904 bits (512 pebibytes) |
|                                                  |                |         | exabyte   | 8.000.000.000.000.000.000 bits (1.000 petabytes) |
| 263                                              | exbibyte       |         |           | 9.223.372.036.854.775.808 bits (1.024 pebibytes) |
|                                                  |                | 1019    |           | 10.000.000.000.000.000.000 bits |
| 264                                              |                |         |           | 18.446.744.073.709.551.616 bits (2 exbibytes). |
| 265                                              |                |         |           | 36.893.488.147.419.103.232 bits (4 exbibytes) |
|                                                  |                |         |           | 50.000.000.000.000.000.000 bits (50 exabit) |
| 266                                              |                |         |           | 73.786.976.294.838.206.464 bits (8 exbibytes) |
|                                                  |                | 1020    |           | 100.000.000.000.000.000.000 bits |
|                                                  |                |         |           | 1,2 × 1020 bits (15 exabytes) – espaço de armazenamento estimado no armazenamento de dados do Google em 2013.[carece de fontes?] |
| 267                                              |                |         |           | 147.573.952.589.676.412.928 bits (16 exbibytes) – memória endereçável máxima usando endereços de 64 bits sem segmentação. Tamanho máximo de arquivo para o sistema de arquivos ZFS. |
| 268                                              |                |         |           | 295.147.905.179.352.825.856 bits (32 exbibytes) |
|                                                  |                |         |           | 3.5 × 1020 bits – aumento na capacidade de informação quando 1 joule de energia é adicionado a um banho de calor a 300 K (27 °C) |
| 269                                              |                |         |           | 590.295.810.358.705.651.712 bits (64 exbibytes) |
|                                                  |                | 1021    | zettabit  | 1.000.000.000.000.000.000.000 bits |
| 270                                              | zebibit        |         |           | 1.180.591.620.717.411.303.424 bits (128 exbibytes) |
| 271                                              |                |         |           | 2.361.183.241.434.822.606.848 bits (256 exbibytes) |
|                                                  |                |         |           | 3,4 × 1021 bits (0,36 zettabytes) – quantidade de informação que pode ser armazenada em 1 grama de DNA. |
|                                                  |                |         |           | 4,7 × 1021 bits (0,50 zettabytes) – quantidade de informações armazenadas digitalmente no mundo em maio de 2009. |
|                                                  |                |         |           | 4,8 × 1021 bits (0.61 zettabytes) – capacidade total dos discos rígidos entregues em 2016. |
| 272                                              |                |         |           | 4.722.366.482.869.645.213.696 bits (512 exbibytes) |
|                                                  |                |         | zettabyte | 8.000.000.000.000.000.000.000 bits (1.000 exabytes) |
| 273                                              | zebibyte       |         |           | 9.444.732.965.739.290.427.392 bits (1.024 exbibytes) |
|                                                  |                | 1022    |           | 10.000.000.000.000.000.000.000 bits |
| 276                                              |                |         |           | 276 bits – Tamanho máximo de volume e de arquivo no sistema de arquivos Unix (UFS) e capacidade máxima de disco usando o padrão LBA 64 bits SCSI de introduzido em 2000 usando blocos de 512 bytes. |
|                                                  |                | 1023    |           | 1,0 × 1023 bits – aumento na capacidade de informação quando 1 joule de energia é adicionado a um banho de calor a 1 K (-272,15 °C). |
| 277                                              |                |         |           | 6,0 × 1023 bits – conteúdo de informação de 1 mol (12,01 g) de grafite a 25°C; equivalente a uma média de 0,996 bits por átomo. |
|                                                  |                | 1024    | yottabit  | 1.000.000.000.000.000.000.000.000 bits |
|                                                  |                |         |           | 7,3 × 1024 bits – conteúdo de informação de 1 mol (18,02 g) de água líquida a 25 °C; equivalente a uma média de 12,14 bits por molécula. |
| 280                                              | yobibit        |         |           | 1.208.925.819.614.629.174.706.176 bits (128 zebibytes) |
|                                                  |                |         | yottabyte | 8.000.000.000.000.000.000.000.000 bits (1.000 zettabytes) |
| 283                                              | yobibyte       |         |           | 9.671.406.556.917.033.397.649.408 bits (1.024 zebibytes) |
|                                                  |                | 1025    |           | 1,1 × 1025 bits – aumento de entropia de 1 mol (18,02 g) de água, ao vaporizar a 100°C à pressão padrão; equivalente a uma média de 18,90 bits por molécula. |
|                                                  |                |         |           | 1,5 × 1025 bits – conteúdo de informação de 1 mol (20,18 g) de gás neônio a 25°C e 1 atm; equivalente a uma média de 25,39 bits por átomo. |
| Além dos prefixos SI/IEC (binários) padronizados |                |         |           | |
| 2131                                             | N/D            | 1039    | N/D       | 2131 bits, 2128 bytes – tamanho de volume máximo do sistema de arquivos ZFS, em teoria, preencher um pool desse tamanho exigiria mais energia do que o necessário para ferver os oceanos. |
| 2150                                             | N/D            | 1042    | N/D       | ~ 1042 bits – o número de bits necessários para recriar perfeitamente a matéria natural do cérebro humano masculino adulto dos E.U.A. de tamanho médio até o nível quântico em um computador é de cerca de 2,6 × 1042 bits de informação (consulte limite de Bekenstein para a base desse cálculo). |
| 2193                                             | N/D            | 1058    | N/D       | ~ 1058 bits – entropia termodinâmica do Sol (cerca de 30 bits por próton, mais 10 bits por elétron). |
| 2230                                             | N/D            | 1069    | N/D       | ~ 1069 bits – entropia termodinâmica da Via Láctea (contando apenas as estrelas, não os buracos negros dentro da galáxia).[carece de fontes?] |
| 2255                                             | N/D            | 1077    | N/D       | 1,5 × 1077 bits – conteúdo de informação de um buraco negro de uma massa solar. |
| 2305                                             | N/D            | 1090    | N/D       | A capacidade de informação do universo observável, de acordo com Seth Lloyd (não incluindo a gravitação). |

Nota: esta página mistura entre dois tipos de entropias:
1. Entropia (teoria da informação), como a quantidade de informação que pode ser armazenada no DNA.
2. Entropia (termodinâmica), como o aumento da entropia de 1 mol de água.

Essas duas definições não são totalmente equivalentes. 
Para comparação, a constante de Avogadro é 6,022 141 79(3) × 1023 entidades por mol, com base no número de átomos em 12 gramas de isótopo de carbono-12.
Em 2012, alguns discos rígidos usavam ~ 984.573 átomos para armazenar cada bit. Em janeiro de 2012, pesquisadores da IBM anunciaram que comprimiram 1 bit em 12 átomos usando antiferromagnetismo e um microscópio de tunelamento com átomos de ferro e cobre. Isso pode significar um salto prático de um disco de 1 TB para um disco de 100 TB.